# Инанишвили, Реваз Константинович
Реваз Константи́нович Инанишви́ли (груз. რევაზ ინანიშვილი — (20 декабря, 1926, Сагареджо, Грузия — 26 декабря, 1991, Тбилиси) — советский писатель-новеллист, киносценарист, эссеист, Член Союза писателей СССР.

## Биография
Родился в семье служащего. В 1956 году окончил факультет филологии в Тбилисском государственном университете.
Начало литературной деятельности Реваза Инанишвили относится к 1953.
С 1966 года работал в киностудии «Грузия-фильм» сценаристом.
Новеллы Реваза Инанишвили написаны на грузинском языке и переведены на множество языков.
Скончался 26 декабря 1991 года в Тбилиси.

## Фильмография

### Сценарии
- 1962 — На каникулах
- 1962 — Алавердоба (новелла в киносборнике «Два рассказа»)
- 1967 — Кто-то опаздывает на автобус (новелла в киноальманахе «Возвращение улыбки»)
- 1967 — Косовица (новелла в киноальманахе «Возвращение улыбки»)
- 1968 — Тревога
- 1968 — Нуца (новелла в киноальманахе «Давным-давно»)
- 1973 — Родник
- 1974 — Ферма в горах (новелла в киноальманахе «В тени родных деревьев»)
- 1975 — Чирики и Чикотела
- 1976 — Пастораль
- 1976 — Древо желания
- 1976 — Приди в долину винограда
- 1985 — Светлячки

## Награды
Премия имени Шота Руставели, 1977